# Baoriwusu
Baoriwusu (kinesiska: 宝日勿苏, 宝日勿苏镇) är en köping i Kina. Den ligger i den autonoma regionen Inre Mongoliet, i den norra delen av landet, omkring 710 kilometer nordost om regionhuvudstaden Hohhot. Antalet invånare är 14704. Befolkningen består av 7 159 kvinnor och 7 545 män. Barn under 15 år utgör 15,0 %, vuxna 15-64 år 77 %, och äldre över 65 år 6,0 %.
Genomsnittlig årsnederbörd är 521 millimeter. Den regnigaste månaden är juni, med i genomsnitt 138 mm nederbörd, och den torraste är januari, med 3 mm nederbörd.